# Aaron Jay Kernis
Aaron Jay Kernis (né le 15 janvier 1960) est un compositeur contemporain américain.

## Biographie
Aaron Jay Kernis naît à Philadelphie, en Pennsylvanie, le 15 janvier 1960. Il commence par l'étude du violon, puis du piano à la Manhattan School of Music, avant de décider à l'âge de 13 ans de s'orienter vers la composition. Il étudie alors au conservatoire de San Francisco. À 16 ans, il remporte la première des trois récompenses pour compositeur étudiant de la Fondation BMI, l'un des prix les plus prestigieux pour jeunes compositeurs. Il étudie ensuite à l'Université Yale. Ses professeurs sont alors John Adams, Jacob Druckman, Morton Subotnick, et Charles Wuorinen.
Kernis est un compositeur très demandé par des formations aussi prestigieuses que l'orchestre philharmonique de New York ou l'orchestre symphonique de San Francisco. Il est aujourd'hui New Music Advisor, conseiller pour les nouvelles musique, pour l'orchestre symphonique du Minnesota.

## Œuvres
L'influence de ses débuts violonistiques transparait dans son écriture à travers l'usage fréquent et adroit des instruments à cordes, tant dans ses œuvres orchestrales, que dans ses compositions pour instruments solos. Son utilisation des couleurs instrumentales est remarquable, tout autant que sa manière d'intégrer de multiples influences musicales ou littéraires dans son travail.
Parmi ses œuvres remarquables, on trouve New Era Dance, son deuxième quatuor à cordes musica instrumentalis, qui a reçu le Prix Pulitzer de musique en 1998, Colored Field pour violoncelle et orchestre, qui a reçu le Grawemeyer Award de composition musicale en 2002, ou encore Superstar Etude pour piano et Symphony in Waves.
En 2012, il est le récipiendaire du prix Nemmers en composition musicale.